# Sở Hùng Dương
Sở Hùng Dương (chữ Hán: 熊楊, trị vì 946 TCN-887 TCN), là vị vua thứ tám của nước Sở - chư hầu nhà Chu trong lịch sử Trung Quốc.
Ông là con của Sở Hùng Đán, vua thứ sáu của nước Sở, và là em út của Sở Hùng Thắng, vua thứ 7 của nước Sở. Năm 947 TCN, Sở Hùng Thắng mất, Hùng Dương nối ngôi.
Sử ký không ghi rõ hành trạng của ông trong thời gian làm vua.
Năm 887 TCN, Hùng Dương mất. Con là Sở Hùng Cừ nối ngôi.